# Wydział III Wokalny Akademii Muzycznej im. Karola Lipińskiego we Wrocławiu
Wydział III Wokalny Akademii Muzycznej im. Karola Lipińskiego we Wrocławiu – jeden z pięciu wydziałów Akademii Muzycznej im. Karola Lipińskiego we Wrocławiu. Jego siedziba znajduje się przy Placu Jana Pawła II 2 we Wrocławiu.

## Struktura
- Katedra Wokalistyki[2]

## Kierunki studiów
- wokalistyka[3]

## Władze[4]
Dziekan: mgr Irena Wolniewska
Prodziekan: prof. dr hab. Bogdan Makal